# یوکی ساکای
یوکی ساکای (انگلیسی: Sakai Yuki؛ زادهٔ ۱۰ ژانویهٔ ۱۹۸۹) بازیکن فوتبال است که در تیم ملی فوتبال زنان ژاپن بازی کرده‌است.